# Engoulevent du Roraima
Setopagis whitelyi
Espèce
Synonymes
- Antrostomus whitelyi Salvin, 1885
(protonyme)
- Caprimulgus whitelyi 
 Hydropsalis whitelyi

Statut de conservation UICN

 LC  : Préoccupation mineure
L'Engoulevent du Roraima (Setopagis whitelyi, anciennement Caprimulgus whitelyi) est une espèce d'oiseaux de la famille des Caprimulgidae.

## Répartition
Cet oiseau vit dans le nord de l'État du Roraima, ainsi que les tépuis du sud du Venezuela et dans l'ouest de Guyana.